# Bignonia cuneata
Bignonia cuneata là một loài thực vật có hoa trong họ Chùm ớt. Loài này được (Dugand) L.G.Lohmann mô tả khoa học đầu tiên năm 2008.